# Höstmosaikslända
Höstmosaikslända (Aeshna mixta) är en art i insektsordningen trollsländor som tillhör familjen mosaiktrollsländor. 

## Kännetecken
Höstmosaiksländan har mörk grundfärg på kroppen med blå teckning hos hanen och gröngul hos honan. Vingarna är genomskinliga med mörkt vingmärke. Vingbredden är omkring 80 millimeter och bakkroppens längd är 45 till 47 millimeter. Den är en av de minsta arterna i sitt släkte.

## Utbredning
Höstmosaiksländan finns i Europa, Nordafrika och delar av västra Asien. I Sverige finns den i södra och sydöstra Skåne, Blekinge, östra Småland och Östergötland, samt på Öland.

## Levnadssätt
Höstmosaiksländans habitat är olika slags stillastående vatten, som dammar, där honan också lägger ägg, vanligen i döda växtdelar. Larven är ovanligt liten för egentliga trollsländor, bara omkring 30 till 38 millimeter i det sista utvecklingsstadiet. Utvecklingstiden från ägg till imago är ett år och flygtiden från augusti till oktober.